# 이교도
이교도(pagan)란 자신이 믿는 종교와 다른 사람들을 일컬어서 부르는 종교적 용어이다. 기존 국가나 사회에서 인정을 받는 종교는 경전을 가지고 있으며 자신들의 종교적 관습과 종교법을 가지고 있다. 각각의 종교들은 자신의 교리와 관습과 종교법에 따르지 않는 다른 무관한 사람들을 향하여 무시하는 어조로 이교도라고 하여 자신들의 종교적 우월감을 표시할 때 자주 사용되는 말이다. 이 용어는 라틴어 ‘파가누스’가 시골뜨기라는 뜻의 말(로마시대에는 도시에 기독교인이 많고, 시골에는 적었다.)에서 파생되었고, 경멸의 의미를 가지고 있다.